# (30724) Peterburgtrista
(30724) Peterburgtrista (1978 SX2) – planetoida z pasa głównego asteroid okrążająca Słońce w ciągu 5,66 lat w średniej odległości 3,18 j.a. Odkryta 26 września 1978 roku.